# Martirano Lombardo
Martirano Lombardo é uma comuna italiana da região da Calábria, província de Catanzaro, com cerca de 1.405 habitantes. Estende-se por uma área de 19 km², tendo uma densidade populacional de 74 hab/km². Faz fronteira com Aiello Calabro (CS), Cleto (CS), Conflenti, Lamezia Terme, Martirano, Nocera Terinese, San Mango d'Aquino.

## Demografia
| Variação demográfica do município entre 1861 e 2011                               |
|                                                                                   |
| Fonte: Istituto Nazionale di Statistica (ISTAT) - Elaboração gráfica da Wikipedia |